# کریم رئیسی‌نیا
کریم رئیسی‌نیا (زادهٔ ۱۱ دی ۱۳۰۸ در تهران) کشتی‌گیر ناشنوای اهل ایران و دارندهٔ مدال طلای المپیک ناشنوایان است. او چهار مدال کشتی آزاد و فرنگی ناشنوایان را در رده ۶۷–۶۲ کیلوگرم ۱۹۵۷ میلان و ۱۹۶۱ هلسینکی به دست آورد. با این حال به دلیل مصدومیت نتوانست در رده ۷۹–۷۳ کیلوگرم بازی‌های واشینگتن، دی.سی. ۱۹۶۵ مدالی کسب کند و در هر دو رده آزاد و فرنگی در جایگاه چهارم ایستاد. او از دوستان ابوالحسن ایلچی کبیر و غلامرضا تختی بود. منصور رئیسی نیز پسرعموی اوست.
وی در مسابقات کشوری و بین‌المللی در مجموع برندهٔ ۳ مدال طلا، ۱ مدال نقره شده‌است.